# 斑马榧螺
斑马榧螺（学名：Oliva rufula），是新腹足目榧螺科榧螺属的一种。主要分布于印度尼西亚、台湾，常栖息在中等深度海域。